# Udaipur
Udaipur este un oraș în India.